# Concepción del Bermejo
Concepción del Bermejo  è un municipio dell'Argentina situato nel dipartimento di Almirante Brown, in provincia di Chaco.